# Potpourri-Quadrille
Die Potpourri-Quadrille ist eine Quadrille von Johann Strauss Sohn. Sie wurde am 14. September 1867 im Covent Garden in London erstmals aufgeführt.

## Einzelnachweis
1. ↑  Quelle: Englische Version des Booklets (Seite 117) in der 52 CDs umfassenden Gesamtausgabe der Orchesterwerke von Johann Strauß (Sohn), Hrsg. Naxos (Label). Das Werk ist als neunter Titel auf der 45. CD zu hören.